# Mossyrock
Mossyrock az Amerikai Egyesült Államok északnyugati részén, Washington állam Lewis megyéjében elhelyezkedő város. A 2010. évi népszámlálási adatok alapján 759 lakosa van.
A Klickitat Prairie keleti határán található, mohával (moss) borított kőről elnevezett Mossy Rock kereskedőhelyet 1852-ben alapították. Az indiánok a térséget Coulph-nak nevezték.
Mossyrock 1948-ban kapott városi rangot.
A város iskoláinak fenntartója a Mossyrocki Tankerület.

## Éghajlat
A város éghajlata mediterrán (a Köppen-skála szerint Csb).

## Népesség
A 2010-es népszámláláskor a városnak 759 lakója, 272 háztartása és 196 családja volt. A népsűrűség 426,4 fő/km2. A lakóegységek száma 302, sűrűségük 169,7 db/km2. A lakosok 71%-a fehér, 0,1%-a afroamerikai, 0,8%-a indián, 0,1%-a ázsiai,  25,4%-a egyéb, 2,5%-a pedig kettő vagy több etnikumú. A spanyol vagy latino származásúak aránya 30,8% (   )
A háztartások 41,9%-ában élt 18 évnél fiatalabb. 46,3% házas, 16,9% egyedülálló nő, 8,8% egyedülálló férfi, 27,9% pedig nem család. 22,4% egyedül élt; 7,3%-uk 65 éves vagy idősebb. Egy háztartásban átlagosan 2,79 személy élt; a családok átlagmérete 3,24 fő.
A medián életkor 32,9 év volt. A város lakóinak 30%-a 18 évesnél fiatalabb, 8,9% 18 és 24 év közötti, 27,4%-uk 25 és 44 év közötti, 21,2%-uk 45 és 64 év közötti, 1235%-uk pedig 65 éves vagy idősebb. A lakosok 51,5%-a férfi, 48,5%-a pedig nő.

## Nevezetes személyek
- Harry R. Truman üzletember, a St. Helens-hegy 1980-as kitörésének áldozata[12]
- Eli Kulp, séf[13]

## Fordítás
- Ez a szócikk részben vagy egészben  a   Mossyrock, Washington című angol Wikipédia-szócikk ezen változatának fordításán alapul.  Az eredeti cikk szerkesztőit annak laptörténete sorolja fel. Ez a jelzés csupán a megfogalmazás eredetét és a szerzői jogokat jelzi, nem szolgál a cikkben szereplő információk forrásmegjelöléseként.